# Uggerhalne
Uggerhalne er en by i Vendsyssel med 289 indbyggere  (2024), beliggende 1 km sydøst for Grindsted (Aalborg Kommune), 22 km sydøst for Brønderslev, 5 km nordøst for Vodskov og 14 km nordøst for Aalborg. Byen hører til Aalborg Kommune og ligger i Region Nordjylland.
Uggerhalne hører til Hammer Sogn. Hammer Kirke ligger i Hammer Bakker.

## Faciliteter
Børnene går i skole i landsbyordningen Grindsted Skole, hvor der også er børnehave og to aldersopdelte SFO'er. Efter 6. klasse skal eleverne til Vodskov Skole.
Frakørsel 17 Lyngdrup på motorvej E45 (Frederikshavnmotorvejen) ligger ½ km fra byen.

## Historie
Det høje målebordsblad fra 1800-tallet viser den ensomt beliggende gård Uggerhaldne. På det lave målebordsblad fra 1900-tallet er det blevet til den lille landsby Ugerhalne med 4-5 ejendomme.

### Jernbanen
Ved den lille bebyggelse blev der anlagt en station på Vodskov-Østervrå Jernbane (1924-50). Stationen havde et næsten 100 m langt omløbs-/læssespor. I 1934-37 var der betydelige transporter af mergel fra Kinnerup mergelleje, og en smalsporet mergelbane førte til en læsserampe ved jernbanens læssespor.
Stationsbygningen er bevaret på Ledvej 7. Varehuset blev efter banens lukning flyttet til sportspladsen i Grindsted, men det blev i 2001 flyttet tilbage til Uggerhalne, dog ikke til sin oprindelige plads. Sydvest for stationen går en 2 km lang sti på banens tracé til Attruphøj nordøst for Vodskov gennem Hammer Bakker, der rummer fredede områder.

### Årets landsby
Foreningen "Landsbyerne i Aalborg Kommune" udnævnte Uggerhalne og Grindsted, som er tæt på at vokse sammen til én by, til i fællesskab at være Årets Landsby 2004.